# Tadeusz Smolnicki (inżynier)
Tadeusz Smolnicki (ur. 1963 r.) – polski inżynier mechanik. Absolwent Politechniki Wrocławskiej. Od 2014 r. profesor na Wydziale Mechanicznym Politechniki Wrocławskiej.